# Морріс Тауншип (округ Гантінгдон, Пенсільванія)
Морріс Тауншип (англ. Morris Township) — селище (англ. township) в США, в окрузі Гантінгдон штату Пенсільванія. Населення — 428 осіб (2020).

## Демографія
Згідно з переписом 2010 року, у селищі мешкало 410 осіб у 150 домогосподарствах у складі 121 родини. Було 171 помешкання
Расовий склад населення:
| - 100,0 % — білих |

До двох чи більше рас належало 0,0 %. Частка іспаномовних становила 1,2 % від усіх жителів.
За віковим діапазоном населення розподілялося таким чином: 27,1 % — особи молодші 18 років, 60,7 % — особи у віці 18—64 років, 12,2 % — особи у віці 65 років та старші. Медіана віку мешканця становила 38,3 року. На 100 осіб жіночої статі у селищі припадало 109,2 чоловіків;  на 100 жінок у віці від 18 років та старших — 109,1 чоловіків також старших 18 років.
Середній дохід на одне домашнє господарство  становив 68 454 долари США (медіана — 52 188), а середній дохід на одну сім'ю — 74 599 доларів (медіана — 58 750). Медіана доходів становила 42 500 доларів для чоловіків та 40 417 доларів для жінок. За межею бідності перебувало 9,6 % осіб, у тому числі 14,7 % дітей у віці до 18 років та 19,7 % осіб у віці 65 років та старших.
Цивільне працевлаштоване населення становило 202 особи. Основні галузі зайнятості: освіта, охорона здоров'я та соціальна допомога — 24,8 %, виробництво — 12,9 %, мистецтво, розваги та відпочинок — 11,4 %, науковці, спеціалісти, менеджери — 10,9 %.